# نيومي هابارت
نويمي هابارت (ولدت في 1 يونيو 1993) عارضة أزياء بلجيكية، وصاحبة لقب ملكة جمال سابقة التي توجت ملكة جمال بلجيكا 2013، في غراند فينال ملكة جمال بلجيكا في كازينو فان نوكين في نوك-هيست من 06 يناير 2013، تسلّمت تاج الجمال من الملكة السّابقة «لورا بيني»، مثلت بلدها في ملكة جمال الكون 2013 و ملكة جمال العالم 2013.

## روابط خارجية
- الموقع الرسمي ملكة جمال بلجيكا
- صور نويمي هابارت وراء الكواليس